# Kobe Bryant in NBA Courtside
Kobe Bryant in NBA Courtside est un jeu vidéo de basket-ball sorti en 1998 sur Nintendo 64. Le jeu a été développé par Left Field Productions et édité par Nintendo.
Il a connu une suite, NBA Courtside 2: Featuring Kobe Bryant.